# إبراهيم إمام
إبراهيم إمام (بالإنجليزية: Ibrahim Imam)‏ هو سياسي نيجيري، ولد في 1916 بمايدوغوري في نيجيريا، وتوفي في 1980 بلندن في الإمبراطورية الرومانية. حزبياً، نشط في Borno Youth Movement ‏.